# Acanthoscyphus parishii
Acanthoscyphus parishii (Parry) Small – gatunek rośliny z monotypowego rodzaju Acanthoscyphus w obrębie rodziny rdestowatych (Polygonaceae Juss.). Występuje naturalnie w zachodniej części  Stanów Zjednoczonych – w południowej Kalifornii.

## Morfologia
PokrójNiewielka roślina jednoroczna dorastająca do 5–40 cm wysokości.
LiścieLiście odziomkowe zebrane w rozetę. Mają odwrotnie jajowaty, łyżeczkowaty, podłużny lub lancetowaty kształt. Mierzą 1–7 cm długości oraz 0,5–2 cm szerokości. Blaszka liściowa jest ząbkowana na brzegu.
KwiatyPromieniste, obupłciowe, zebrane w wierzchotki dwuramienne złożone z pęczków, rozwijają się na szczytach pędów. Mają 6 listków okwiatu, są częściowo zrośnięte tworząc okwiat o dzwonkowatym lub dzbankowatym kształcie i średnicy 2–3 mm. Mają barwę od białej do różowawej. Pręcików jest 9, są wolne.
OwoceNiełupki o kulistym kształcie i osiągające 1–2 mm długości.

## Biologia i ekologia
Rośnie na terenach piaszczystych, w lasach sosnowych oraz chaparralu. Występuje na wysokości od 1300 do 2500 m n.p.m. Kwitnie od maja do października.

## Zmienność
W obrębie tego gatunku wyróżniono dwie odmiany:
- Acanthoscyphus parishii var. cienegensis (Ertter) Reveal
- Acanthoscyphus parishii var. goodmaniana (Ertter) Reveal